# Thelma Aldana
Thelma Esperanza Aldana Hernández (Gualán, 27 de setembro de 1955) é uma jurista e política guatemalteca. Em 2017, apareceu na lista de 100 pessoas mais influentes do ano pela Time.